# 1822 في فرنسا
فيما يلي قوائم الأحداث التي وقعت خلال عام 1822 في فرنسا.

## سياسة

### تعيين في المنصب
- 28 ديسمبر – الفيكونت دوشاتوبريان وزارة الخارجية.

## مواليد

### يناير
- 1 يناير – كريستيان بيرين

### مارس
- 8 مارس – تشارلز جيرارد[1]
- 11 مارس – جوزيف لويس فرانسوا بيرتراند رياضياتي فرنسي.[2]
- 16 مارس – روسا بونهور[3]

### مايو
- 20 مايو – فريدريك باسي[4]
- 26 مايو – أدموند دي غونكور كاتب فرنسي.[5]

### نوفمبر
- 11 نوفمبر – تشارلز جوزيف دي ألميدا فيزيائي فرنسي.[6]

### ديسمبر
- 8 ديسمبر – شارل دفريمري بروفيسور فرنسي.[7]
- 24 ديسمبر – تشارلز هيرمت رياضياتي فرنسي.
- 27 ديسمبر – لويس باستور[8]

## وفيات

### مايو
- 17 مايو – أرماند عمانويل دو بليسي دو ريشليو (مواليد 1766) سياسي فرنسي.[9]

### يونيو
- 3 يونيو – رينيه جست أيوي (مواليد 1743)

### أغسطس
- 19 أغسطس – جان باتيست جوزيف ديلامبر (مواليد 1749)[10]

### نوفمبر
- 6 نوفمبر – كلود لوي برتوليه (مواليد 1748) كيميائي فرنسي.[11]